# مارك روبرتس (لاعب كرة قدم)
مارك روبرتس (بالإنجليزية: Mark Roberts)‏ (29 أكتوبر 1975 في المملكة المتحدة - ) هو مدرب كرة قدم ولاعب كرة قدم بريطاني في مركز الهجوم. لعب مع ريث روفرز ونادي بارتيك ثيسل ونادي سانت ميرين ونادي شيلبورن ونادي فالكيرك ونادي كيلمارنوك ونادي كلايد ونادي أردريونيانز وأردريونيانز ونادي آير يونايتد.

## وصلات خارجية
- مارك روبرتس على موقع قاعدة بيانات كرة القدم.إي يو (الإنجليزية)
- مارك روبرتس على موقع Soccerbase.com (لاعب) (الإنجليزية)